# شاهدخت تئودورای یونان و دانمارک
شاهدخت تئودورای یونان و دانمارک (به انگلیسی: Princess Theodora of Greece and Denmark) (۳۰ مه ۱۹۰۶ – ۱۶ اکتبر ۱۹۶۹) دومین فرزند شاهزاده اندروی یونان و دانمارک و شاهدخت آلیس باتنبرگ بود. او در سال ۱۹۰۶ در کاخ تاتوی به دنیا آمد. در سال ۱۹۳۱ در بادن-بادن با برتولد مارگراف بادن ازدواج کرد و از این ازدواج صاحب سه فرزند به نام‌های مارگاریتا، ماکسیمیلیان و لودویگ شد. تئودورا در سال ۱۹۶۹ در بودینگن درگذشت.